# Gneis

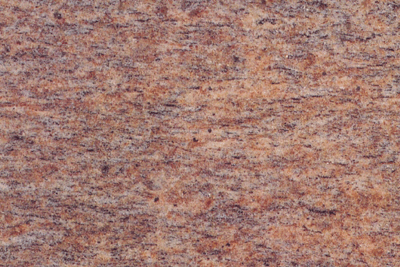
Gneis Royal, Moen, (Noorwegen)

Gneis (uit Oudhoogduits gneistan = fonkelen) is een middel- tot hooggradig metamorf gesteente met een geband uiterlijk. De textuur van een gneis wordt bepaald door een voorkeursrichting waarin de kristallen liggen. Gneis ontstaat als een gesteente (vaak zandsteen of graniet) onder hoge druk (>1 GPa) en temperatuur (>600 graden Celsius) gedeformeerd wordt.
Er zijn verschillende manieren waarop het verschil tussen een gneis en een schist wordt bepaald. Soms wordt als criterium gebruikt hoe groot de brokstukken zijn als het gesteente breekt. Gneis breekt in centimeters grote brokken; schist breekt in millimeters grote brokken of kleiner. Een andere definitie is dat gneis een gesteente is waarvan de kristallen gemiddeld groter zijn dan 0,2 cm. Het onderscheid is dus niet scherp: wat de ene geoloog een schist noemt, kan voor een ander een gneis heten. In de natuursteen-industrie wordt gneis ook vaak met graniet verward. Hoewel gneis uit graniet kan ontstaan, zijn er twee grote verschillen in ontstaan en textuur. Graniet ontstaat door stolling van magma, terwijl gneis door rekristallisatie van vast gesteente ontstaat. In graniet liggen de kristallen in een willekeurige richting, terwijl ze in gneis een voorkeursrichting hebben.
De term gneis zegt alleen iets over de textuur van het gesteente. Voor een volledige naam, waarmee het gesteente goed beschreven wordt, is dit niet genoeg en is op zijn minst ook een beschrijving van de mineralogische samenstelling nodig. Een gesteente kan bijvoorbeeld een amfiboliet-gneis of een kwartsoveldspatische gneis zijn.

## Kenmerken
Een typisch kenmerk van gneis is de aanwezigheid van mineralen met een grote kristalgrootte die een foliatie (=planaire structuur in een gesteente) vormen. Bij een fijnkorreliger moedergesteente (siltsteen en schalie) wordt leisteen of schist gevormd.

## Voorkomen
In West-Groenland bij Isua wordt een zeer oud ontsloten gesteente, een grijze gneis, gevonden (3,8 Ga oud). Een ander zeer oud gesteente is de Acasta Gneiss op het Slave-kraton, onderdeel van het Canadees Schild, deze gneis is gedateerd op 4,03 Ga.